# Meigenia ardeacea
Meigenia ardeacea là một loài ruồi trong họ Tachinidae.